# Bisdom Respecta
Het bisdom Respecta was in de 4e en 5e eeuw een bisdom in de gelijknamige Romeinse stad, in de provincie Numidia in Noord-Afrika.

## Romeins bisdom
Respecta wordt beschreven als een versterkte stad van de Romeinen, in Numidia. Vandaag is dit te situeren in Algerije. De stad bestond al langer dan het bisdom dat slechts in de 4e-5e eeuw bestond. De bisschoppen hingen af van de bisschop van Cirta, de grote metropool van Numidia.
Eén bisschop is bij naam bekend, Quodvuldeus. Hij was de laatste bisschop van Respecta. Bij de val van het West-Romeinse Rijk namen de Vandalen immers het gezag over. Koning Hunerik riep in 484 alle bisschoppen van Numidia samen; ook Quodvuldeus van Respecta en aartsbisschop Victor van Cirta waren erbij. Hunerik joeg de bisschoppen in ballingschap. 

## Titulair bisdom
De Roomse kerk hanteerde Respecta vanaf de 20e eeuw als titulair bisdom. Paus Pius XI verleende de titel voor het eerst in 1933. Zo droegen de kardinalen Stafford en Arns de titel van bisschop van Respecta.